# Раде Малобабић
Раде Малобабић (Славско Поље код Вргинмоста, 1884 — Солун, 26. јун 1917) је био барјактар српске војске, члан организације Уједињење или смрт осуђен на смрт у Солунском процесу због наводног учешћа у планираном атентату на престолонаследника Александра Карађорђевића.

## Биографија

### Велеиздајнички процес
Још као омладинац био је најватренији присталица Народне Одбране, а потом и њен члан. 
По занимању је био трговац, био је у добрим односима са браћом Прибићевић (Милан, Адам, Светозар и Василије). Када су приведени Срби у Загребу 1909. и започет велеиздајнички процес, Малобабић је написао анонимно писмо против самог себе, после чега је ухапшен и осуђен на пет година робије. После помиловања 1910. запослио се у мађарском осигуравајућем друштву „Грешам".

### Сусрет са Аписом и обавештајни рад
По пуштању из затвора почиње обавештајни рад против Аустроугарске и повезује се са генералштабним пуковником Драгутином Димитријевићем Аписом. Након постављења на чело српске војно-обавештајне службе 1913. године Апис се пожалио свом претходнику пуковнику Димитрију Павловићу да Генералштабу недостају поверљиви агенти на територији Аустро-Угарске. Павловић му је препоручио Радета Малобабића кога је описао као интелигентног, оданог и покретљивог обавештајца и идеалисту који за свој рад није хтео да прими никакав новац, чак ни за путне трошкове. Малобабића је Апису препоручио и Срђан Будисављевић, адвокат који је бранио оптужене на Загребачком процесу и који је са Аписом у међувремену постао добар пријатељ. (Срђан Будисављевић био је девер Дијане Будисављевић, познате спаситељке српске деце из логора у Јасеновцу.) Малобабић је имао задатак да створи мрежу српских обавештајаца у монархији. Када је Аустро-Угарска распоредила војску на леву обалу Дрине због опсаде Скадра од стране Србије, Малобабић је послао српској Врховној команди прецизне информације о распореду аустријских трупа. Он је први пренео и информацију да ће принц Фердинанд посетити Сарајево и да су за ту прилику планирани војни маневри.
Малобабић је посећивао војне центре у Сарајеву, Пешти и Загребу. Путовао је аутом или пешке, понекад и козјим стазама како би избегао аустријску полицију. Често су га хапсили али је увек успевао да се извуче – једном приликом је успео да преплива ледену Дрину, изашавши на обалу у похабаном, потпуно залеђеном сељачком оделу. Успевао је да уђе у све важне војне објекте и да прибави информације о снази, положају и борбеној готовости аустроугарске војске. Међутим, српске власти су сумњале да је Малобабић двоструки шпијун. Пуковник Апис је бранио Малобабића инсистирајући да полицији треба дати наређење да сарађује.

### Сарајевски атентат
Био је један од организатора Видовданског атентата на престолонаследника Франца Фердинанда. Тада је званично приступио организацији "Уједињење или Смрт" или „Црној руци". Мада постоје и другачија тврђења као на пример да је Малобабић имао задатак да спречи атентат, да је стајао испред Градске већнице поред Грабежа и утицао на њега да не употреби оружје. Поред тога, организација "Уједињење или Смрт" је престала да постоји након завршетка Балканских ратова због погибије многих чланова и након 1912. није обнављала старе везе нити примала нове чланове.

### Први светски рат и смрт
У време припрема за почетак Првог светског рата, ухапшен од српских власти у Београду и затворен у Нишу. Малобабић је 25. јула 1914. дошао из Босне у Београд код Аписа који га је обавестио да се јави полицији, након што их је известио о томе да Малобабић ради за српски Генералштаб и да није двоструки шпијун. Овај је то и учинио и одмах био ухапшен. Приликом спровођења из Београда у Ниш Малобабић је успео да искочи из брзог воза и побегне, али је убрзо био поново ухваћен. Држан је у ланцима у затвору све до новембра 1915. када га је пронашао Љуба Вуловић и о томе обавестио Аписа који га је ставио под своју личну заштиту.
Након краћег боравка у Косаници, одлази у Призрен и одатле се као тежак болесник повлачи са остацима српске војске преко Албаније, а затим и са рањеницима на Крф. 
У Солуну је био ухапшен заједно са осталим члановима организације „Уједињење или Смрт“ и на Солунском процесу јуна 1917. оптужен да је лично пуцао на регента Александра из пушке и осуђен на смрт. 
Смртна пресуда је извршена недалеко од Солуна 13. јуна 1917.

### Рехабилитација
Комунистичке власти СФРЈ су на обновљеном процесу у Београду 1953. рехабилитовале све жртве политичког процеса у Солуну, међу њима и Рада Малобабића као невине.